# (Nie)znajomi
(Nie)znajomi – polski komediodramat z 2019 roku w reżyserii Tadeusza Śliwy. Remake włoskiego przeboju kinowego Dobrze się kłamie w miłym towarzystwie (2016) Paola Genovese.
Premiera w Polsce miała miejsce 27 września 2019 roku, a na świecie 16 września 2019 roku.

## Fabuła
Grupa przyjaciół decyduje się zagrać w trakcie kolacji w niewinną grę. Do zakończenia spotkania wszyscy muszą ujawniać wiadomości przychodzące na ich telefony, a rozmowy mają odbywać się w trybie głośnomówiącym. Jak możemy się spodziewać, ten przyjemny wieczór wywróci ich świat do góry nogami.

## Obsada
| Postać                | Aktor                     |
| --------------------- | ------------------------- |
| Anna                  | Maja Ostaszewska          |
| Tomek                 | Tomasz Kot                |
| Ewa                   | Kasia Smutniak            |
| Grzegorz              | Łukasz Simlat             |
| Ola                   | Aleksandra Domańska       |
| Czarek                | Michał Żurawski           |
| Wojtek                | Wojciech Żołądkowicz      |
| Zosia                 | Natalia Jędruś            |
| Babcia                | Jadwiga Jankowska-Cieślak |
| Maciek (głos)         | Mariusz Drężek            |
| Żaneta (głos)         | Aleksandra Jachymek       |
| Magda (głos)          | Katarzyna Kwiatkowska     |
| Maria Kamińska (głos) | Małgorzata Lipmann        |
| Mikołaj (głos)        | Mateusz Rusin             |
| Janusz (głos)         | Borys Szyc                |
| Cosimo (głos)         | Bartosz Buttitta          |
| Jasek (głos)          | Jakub Góralczuk           |
| Franek (głos)         | Filip Góralczuk           |
| Basia (głos)          | Anna Smołowik             |